# 費希爾 (澳大利亞國會選區)
費希爾選區（英語：Division of Fisher），是澳大利亞昆士蘭州的下議院選區，位於州府布里斯班以北陽光海岸，面積1,170平方公里。
選區始於1949年，因第五任總理安德魯·費希爾而得名。早期是國家黨的選區，近年為自由黨的選區。2010年大選，當區的史聶柏以昆士蘭自由國家黨名義當選連任。